# Eucharis nana
Eucharis nana är en stekelart som beskrevs av Gussakovskiy 1940. Eucharis nana ingår i släktet Eucharis och familjen Eucharitidae. Inga underarter finns listade i Catalogue of Life.